# آكل النمل (جنس)
آكل النمل (الاسم العلمي: Myrmecophaga)  هو جنس من آكلات النمل يتبع الفصيلة الناملات من رتبة الثدييات المشعرة.

## أنواع آكل النمل
- آكل النمل الكبير